# Elvas (Brixen)
Elvas ist eine Fraktion von Brixen in Südtirol, die im Eisacktal auf dem von Eisack und Rienz umgrenzten Plateau nördlich des Stadtzentrums liegt. Elvas hat rund 270 Einwohner und befindet sich auf einer Meereshöhe von 820 Metern. Das Dorf ist dank seiner sonnigen Lage von Obstplantagen und Weinreben umgeben und bietet einen Blick auf den Brixner Talkessel und die umliegenden Berge. Zahlreiche prähistorische Funde im Dorf weisen auf eine frühe Besiedlung hin.

## Lage

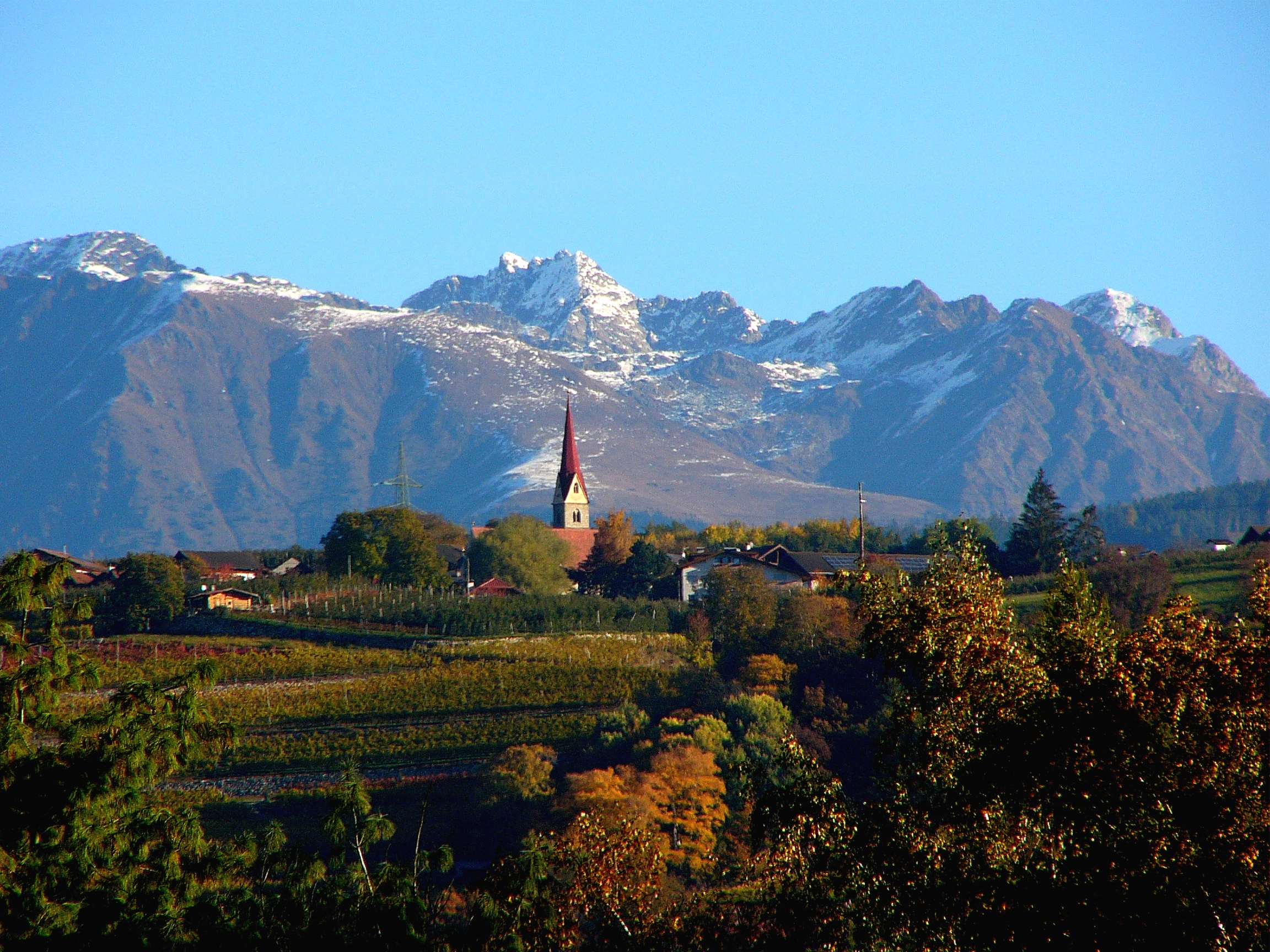
Blick auf Elvas vom Autobahnrastplatz aus

Der Ort Elvas liegt oberhalb des Zentralorts Brixen zwischen den Hügeln Schaiders, Guggenkofl, Vogeltenne und Pinazbühel. Das Hochplateau, auf dem sich außer Elvas auch die Ortschaften Natz, Viums, Schabs, Raas, Aicha und Kranebitt befinden, liegt auf einer Meereshöhe zwischen 800 und 930 Metern.

## Geologie
Das Hochplateau ist der Rest eines alten Talbodens, der während der Eiszeiten, vor etwa 16.000 Jahren, durch die Erosionstätigkeit der Flüsse Eisack und Rienz abgetrennt wurde und somit als eine 4,5 km lange und 2,5 km breite Landinsel übrig blieb. Hinweise für die Tätigkeit der Eiszeitgletscher liefern die zahlreichen Rundhöcker mit ihren Gletscherschiffen, wie der Pinatzhügel, der Elvaser Kopf, der Walderer Bühel und der lang gezogene Mooswald, aber auch viele Granitfindlinge, die über die ganze Brixner Gegend verbreitet sind.

## Name
Das Wort Elvas leitet sich von dem lateinischen Wort "ulva" ab und bedeutet "Sumpfgras". Der Name ist ein ehemaliger Flurname und tritt häufiger in Südtirol auf (z. Bsp. Ulfas im Passeiertal).

## Geschichte
Elvas wird anlässlich der Weihe der St. Peter- und Pauls-Kirche in Elfes in Aufzeichnungen des Augustinerchorherrenstifts Neustift bei Brixen aus dem Jahr 1077 ersturkundlich genannt. Bis 1928 rechnete Elvas zur Gemeinde Natz, ehe es zusammen mit Kranebitt der Stadtgemeinde Brixen zugeschlagen wurde.

## Bildung
In Elvas gibt es eine Grundschule für die deutsche Sprachgruppe.

## Vor- und frühgeschichtliche Funde

### Schalensteine
Rund um Elvas befinden sich mehrere Schalensteine. Der „Bildstein von Elvas“ befindet sich am Südfuß des Pinatzkopfs und gehört zu einem der reichhaltigsten Bildsteine der Alpen. Bei diesem Felsen handelt es sich um einen Steinblock, in den mehrere verschiedene Schalen und zahlreiche Rillen eingetragen sind. Auf der linken Seite des Felsens befindet sich eine Fläche, die einer Rutsche gleicht. Aus Überlieferungen kann man entnehmen, dass es sich dabei um eine sog. Fruchtbarkeitsrutsche handelt. Eine weitere solche Rutsche befindet sich an der „Kreuzplatte“ und wird von den Einheimischen auch als „Hexenrutsche“ bezeichnet. Über den Sinn und Zweck der Schalensteine rätseln Forscher immer noch.

### Grundstück Huber
Bei den Grabungen von 1998 wurde am Südhang der Vogeltenne ein Gräberfeld aus dem 6./7. Jahrhundert freigelegt. Im folgenden Jahr wurden weitere Gräber gefunden. Insgesamt konnten 50 Bestattungen nachgewiesen werden. Von den freigelegten Gräbern enthielt jedes mindestens eine Beigabe. Insgesamt wurden 15 Messer, zwei Silberohrringe, vier Perlenketten aus Glaspaste, sechs bronzene Armreifen, zwei Knochenkämme und drei Gürtelteile mit insgesamt sieben Gürtelschnallen gefunden. Außerdem wurden fünf Kurzschwerter und ein  Sporn freigelegt. Im westlichen Bereich des Gräberfeldes wurde ein römerzeitliches Haus aus dem 1. Jahrhundert n. Chr. freigelegt.